# La Maison des secrets
Pour la maison des secrets, voir Secret Story#La maison des secrets.
Pour les articles homonymes, voir House of Secrets.
Pour plus de détails, voir Fiche technique et Distribution.
La Maison des secrets (House of Secrets) est un film britannique réalisé par Guy Green, sorti en 1956.

## Synopsis
Parce qu'il ressemble à un membre d'un gang, un homme est infiltré dans ce gang.

## Fiche technique
- Titre original : House of Secrets
- Titre français : La Maison des secrets
- Réalisation : Guy Green
- Scénario : Robert Buckner, Bryan Forbes, d'après le roman Storm Over Paris de Sterling Noel
- Direction artistique : Alex Vetchinsky
- Décors : Arthur Taksen
- Costumes : Julie Harris
- Photographie : Harry Waxman
- Son : Dudley Messenger, Gordon K. McCallum
- Montage : Sidney Hayers
- Musique : Hubert Clifford
- Production : Julian Wintle, Vivian Cox
- Production exécutive : Earl St. John
- Société de production : The Rank Organisation Film Productions
- Société de distribution : J. Arthur Rank Film Distributors
- Pays d'origine :  Royaume-Uni
- Langue originale : anglais
- Format : couleur (Technicolor) — 35 mm — 1,85:1 — son mono
- Genre : Film policier
- Durée : 97 minutes
- Dates de sortie : 
  - Royaume-Uni : 23 octobre 1956
  - France : 15 novembre 1957

## Distribution
- Michael Craig : Larry Ellis / Steve Chancellor
- Anton Diffring : Anton Lauderbach
- Gérard Oury : Julius Pindar
- Brenda de Banzie : Isabella Ballu
- Geoffrey Keen : Colonel Burleigh (CIA)
- David Kossoff : Henryk van de Heide (CIA)
- Barbara Bates : Judy Anderson
- Alan Tilvern : Brandelli
- Julia Arnall : Diane Gilbert
- Gordon Tanner : Curtice
- Eugene Deckers : Vidal
- Eric Pohlmann : Gratz
- Carl Jaffe : Walter Dorffman